# Zwijnstraat
De Zwijnstraat is een straat in Brugge.

## Beschrijving
De straat dankt, volgens Albert Schouteet, haar naam aan de familie Zwijn, die al in de 13de eeuw in Brugge aanwezig was. De eerste vermelding in de stadsrekening vermeldt:
- 1339: vor Jans Zwijns,

zonder echter dat deze naam verband hield met de straat in kwestie.
De familienaam geraakte in de vergetelheid, zodat het niet ongewoon was dat in het begin van de 19de eeuw de straatnaam vertaald werd in 'Rue du Porc'. Dit leek des te aannemelijker, omdat men zich in de omgeving van de paarden- en runderenmarkt en van het slachthuis bevond. Dit was de verklaring van Schouteet.
Jan Sabbe gaf echter een andere uitleg die wel degelijk het varken als naamgever aanduidde. Hij vond immers als benaming ook Zwinenstraetkin en Zwingstraetkin. De Zwijnnstraat lag in de omgeving van de veemarkt, meer bepaald van het deel waar een Zwinenmarct werd gehouden.
De Zwijnstraat is een steeg die een straat wordt en loopt van de Smedenstraat naar de Hauwerstraat.

## Externe link

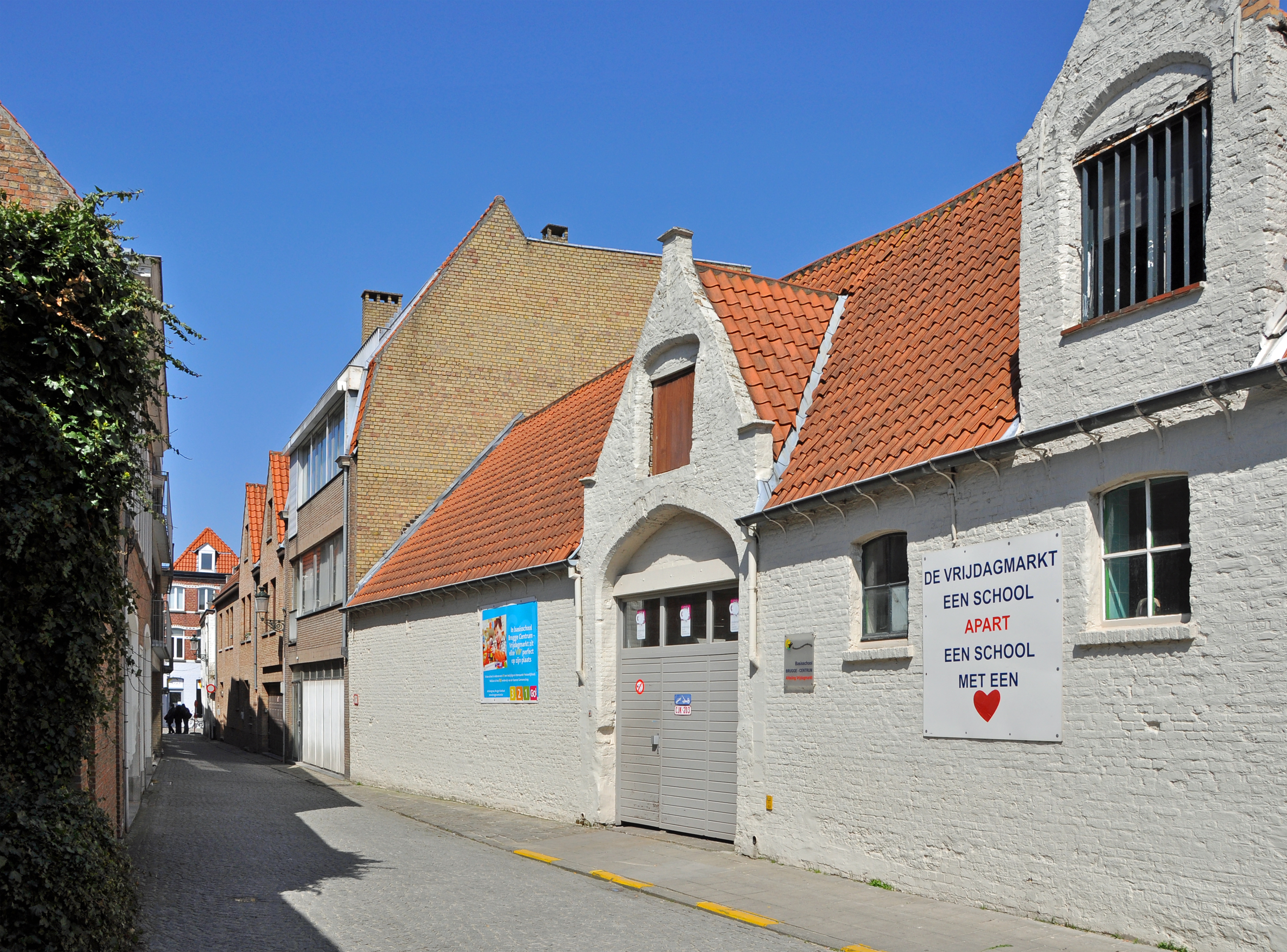
De Zwijnstraat, gezien in de richting van de Smedenstraat
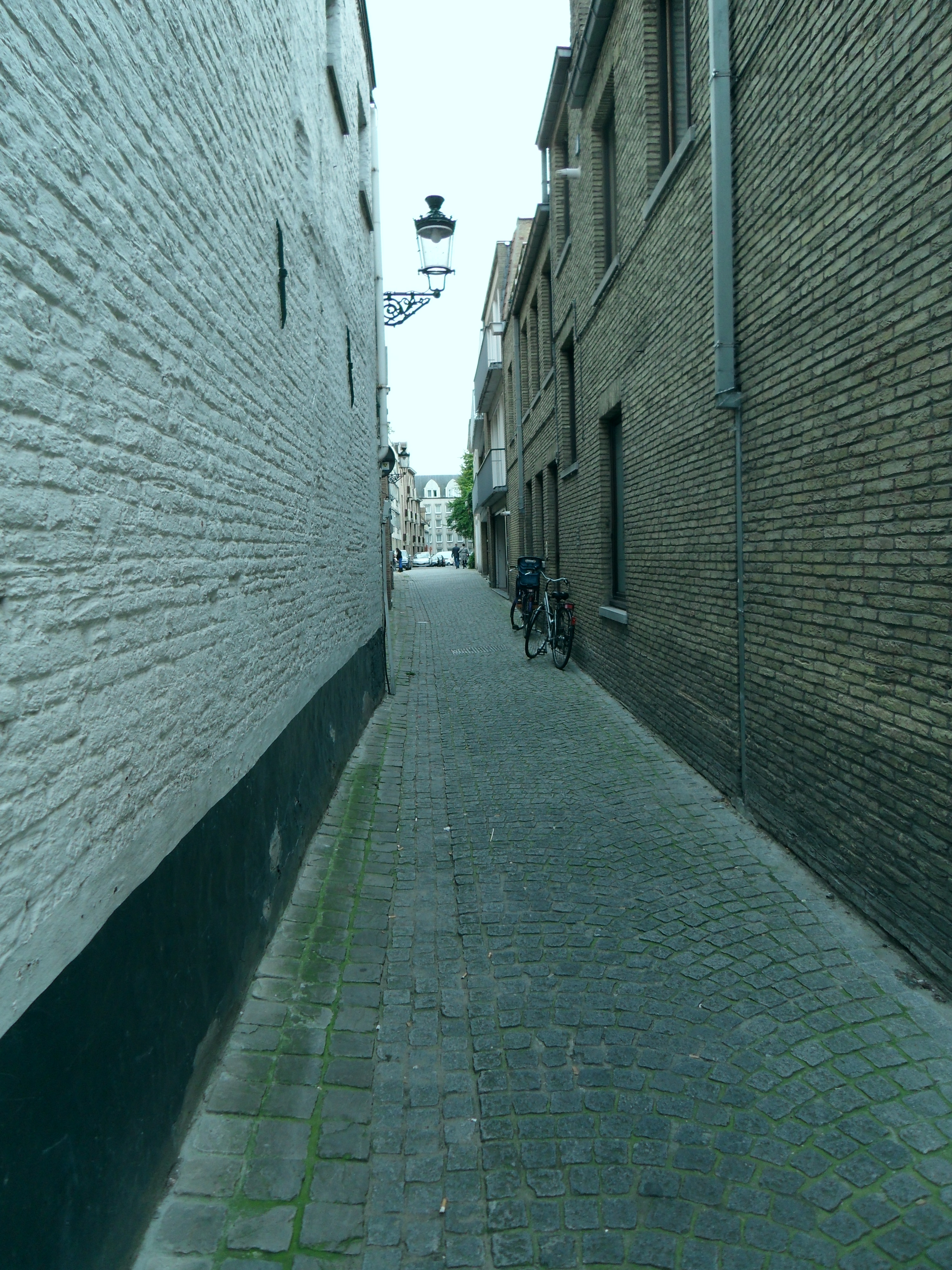
De Zwijnstraat, gezien van uit de Smedenstraat